# Дебаркадер

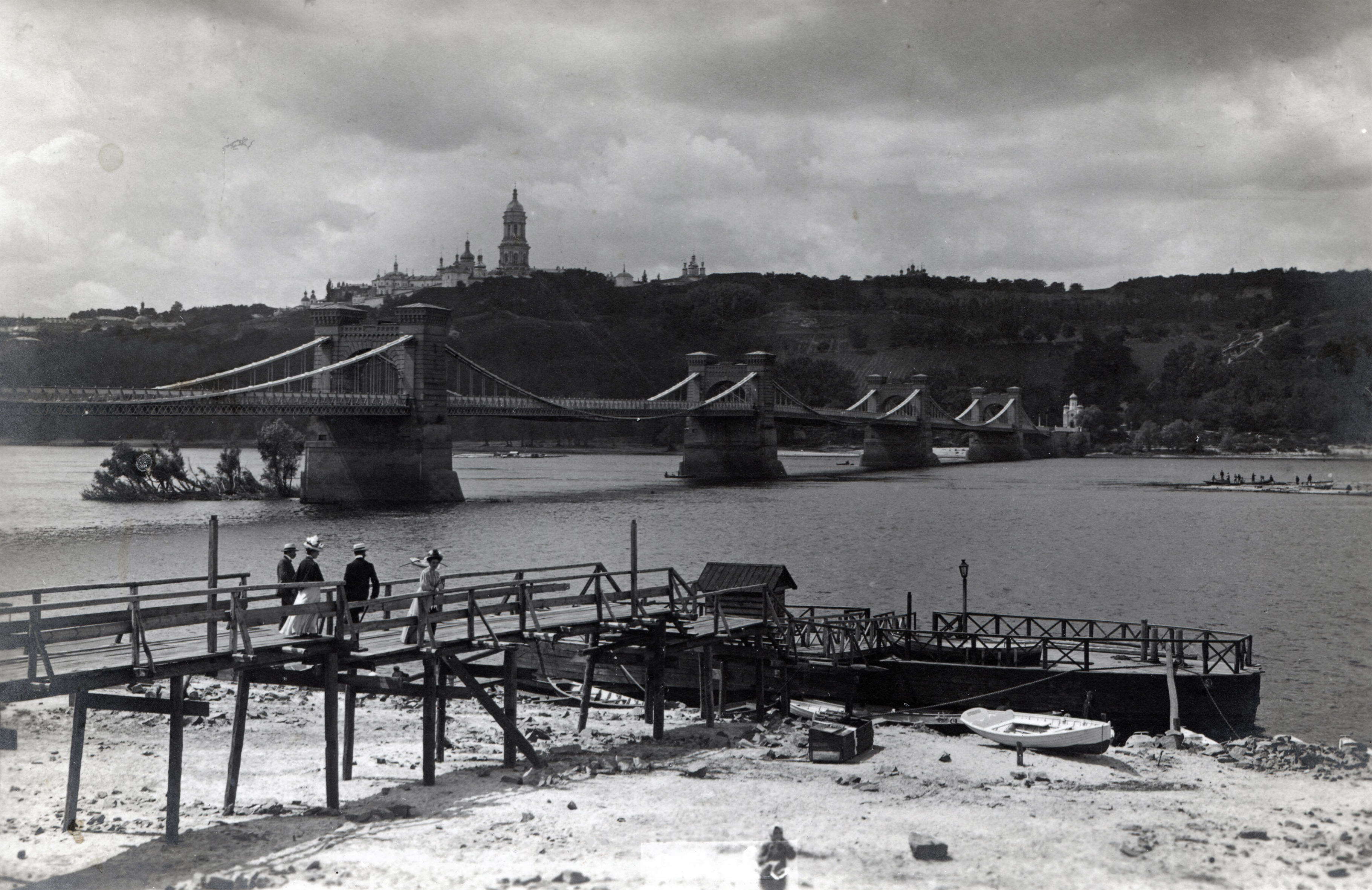
Дебаркадер (плавуча пристань) на Дніпрі

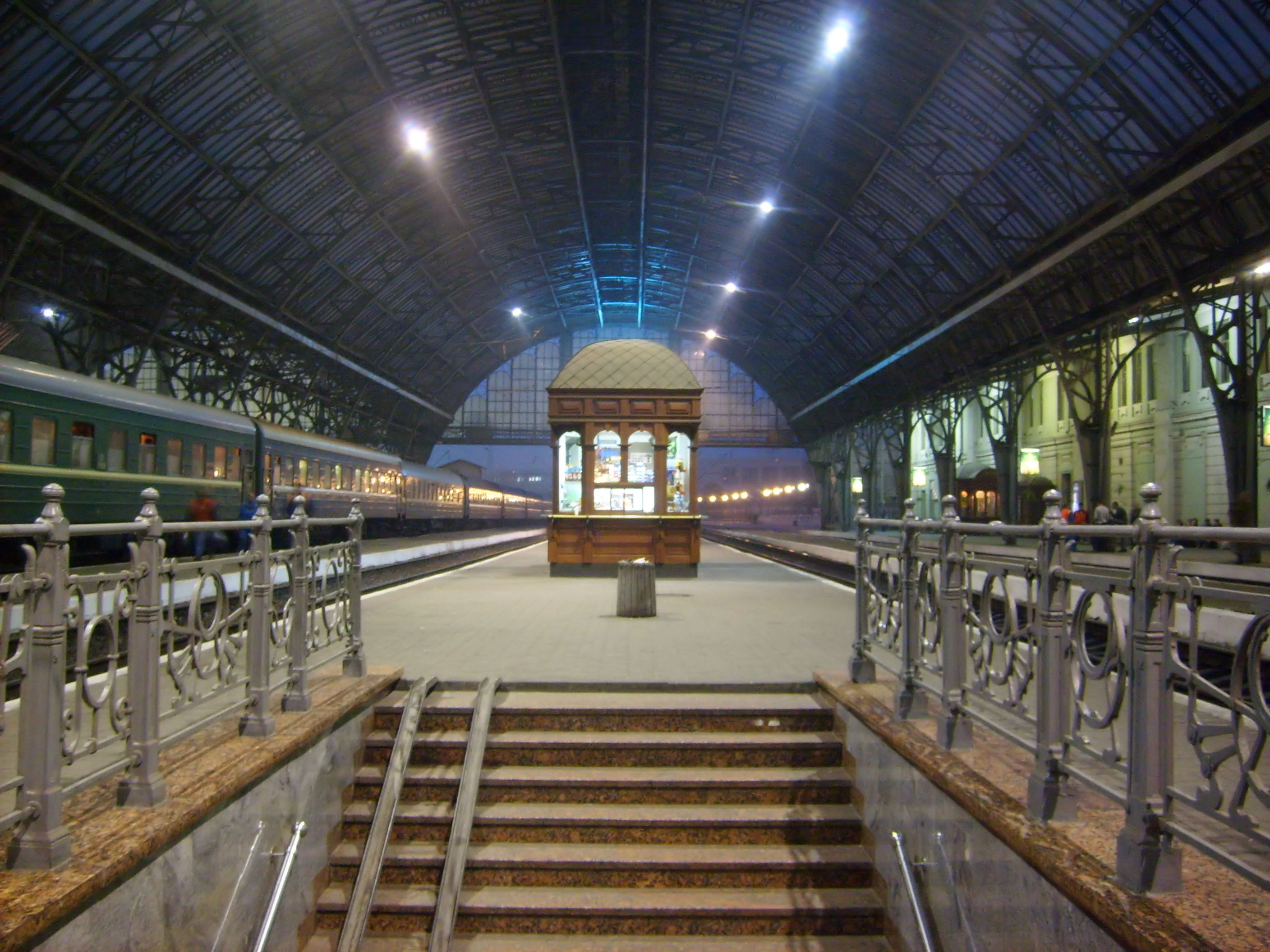
Дебаркадер Львівського залізничного вокзалу

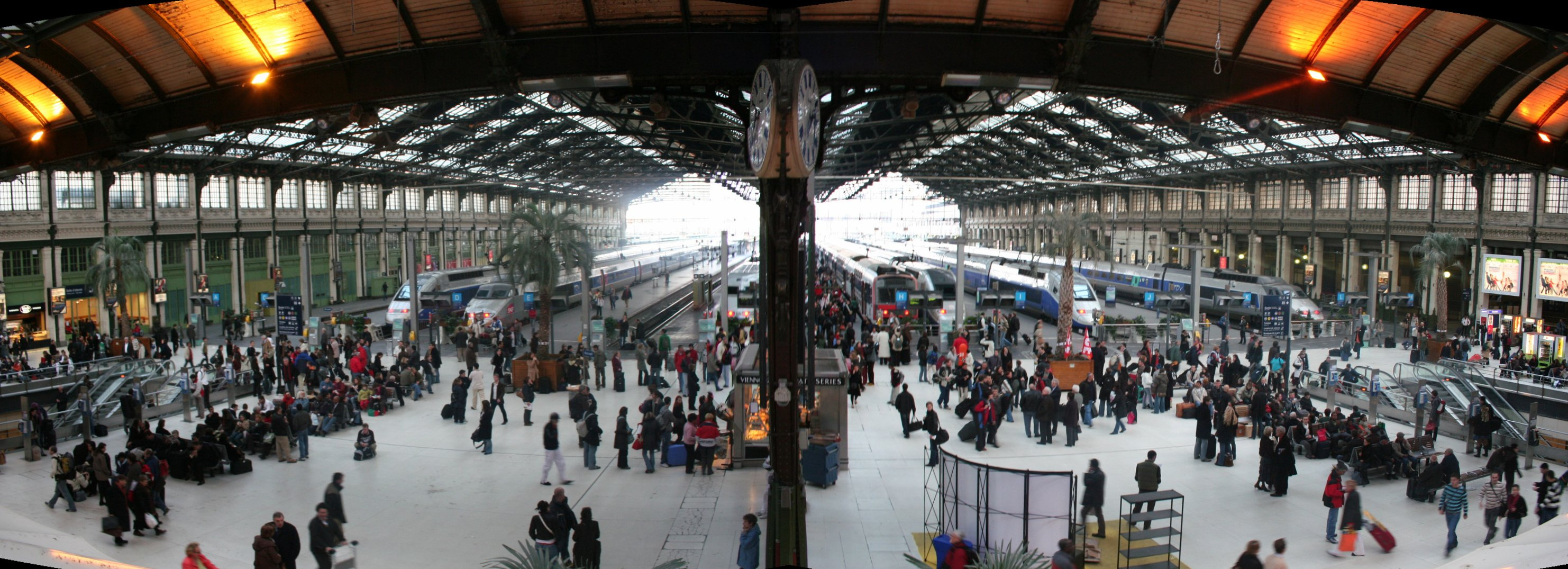
Дебаркадер Ліонського вокзалу в Парижі

Дебарка́дер (фр. debarcadere, від debarquer — «вивантажувати», «висаджувати на берег»):
1) плавуча пристань, причальна споруда у вигляді судна або понтона, стаціонарно встановленого (зазвичай в річковому порту) і призначеного для стоянки вантажних і пасажирських суден;
2) частина пасажирської платформи залізничного вокзалу, що перекрита навісом;
3) обладнання, яке використовується для підйому і утримання вантажів великої ваги.

## Залізнична споруда
Термін «дебаркадер» використовується для позначення частини пасажирської платформи залізничного вокзалу, що перекрита навісом.

## Причальна споруда
Термін «дебаркадер» також використовується як плавучий річковий вокзал, який складається з понтона та надбудови. Надбудова може бути однопалубною — однодечний дебаркадер, або двопалубною — дводечний дебаркадер. Понтон, як правило, залізобетонний і має форму паралелепіпеда. Найчастіше на дебаркадері розміщуються кафе, ресторани або навіть офіси.